# Fay (serie televisiva)
Fay  è una serie televisiva statunitense in 10 episodi trasmessi per la prima volta nel corso di una sola stagione dal 1975 al 1976.

## Trama
Fay Stewart è una donna di 40 anni che dopo 25 anni di matrimonio con l'avvocato Jack Stewart inizia una nuova vita, con un nuovo lavoro e appuntamenti con altri uomini.

## Personaggi
- Fay Stewart (10 episodi, 1975-1976), interpretata da	Lee Grant.
- Lillian (8 episodi, 1975-1976), interpretata da	Audra Lindley.
- Jack Stewart (8 episodi, 1975-1976), interpretato da	Joe Silver.
- Al Cassidy (5 episodi, 1975-1976), interpretato da	Norman Alden.
- Linda Stewart Baines (5 episodi, 1975-1976), interpretata da	Margaret Willock.
- dottor Elliott Baines (4 episodi, 1975-1976), interpretato da	Stewart Moss.
- Danny Messina (4 episodi, 1975), interpretato da	Bill Gerber.
- Letty Gilmore (3 episodi, 1975-1976), interpretata da	Lillian Lehman.
- moglie di Al Cassidy (2 episodi, 1975-1976), interpretata da	Candice Azzara.

## Produzione
La serie fu prodotta da Witt/Thomas Productions e Universal TV
La prima puntata andò in onda sulla NBC 4 settembre 1975, poi la serie fu messa in stallo dopo l'episodio del 23 ottobre. La serie tornò con altri 2 episodi il 12 maggio e 2 giugno 1976. 10 episodi totali furono prodotti (compreso l'episodio pilota).

### Registi
Tra i registi della serie sono accreditati:
- Richard Kinon (2 episodi, 1975-1976)
- Alan Arkin (2 episodi, 1975)
- James Burrows (2 episodi, 1975)

## Distribuzione
La serie fu trasmessa negli Stati Uniti dal 1975 al 1976 sulla rete televisiva NBC.

## Episodi
| Stagione       | Episodi | Prima TV USA |
| -------------- | ------- | ------------ |
| Prima stagione | 10      | 1975-1976    |